# Lapinjärvi
Lapinjärvi (Lappträsk en suédois) est une municipalité d'environ 2 900 habitants située au sud de la Finlande, dans la région d'Uusimaa. Comme la plupart des municipalités de la région, elle est bilingue avec une prédominance du finnois sur le suédois.

## Géographie
Lapinjärvi a une superficie de 339,36 km2, dont 9,48 km2 d'eau.
Lapinjärvi n'a qu'un seul lac situé entièrement dans la municipalité, le lac Lapinjärvi (fi), qui est situé au centre de la municipalité et est bordé par les villages Ingermaninkylä, Kirkonkylä et Vasarankylä.
Le lac Lapinjärvi a une superficie d'environ 530 ha et son littoral est de 11,5 km.
Une partie du Pyhäjärvi (fi), qui est le lac le plus profond de Finlande, est également située dans la municipalité. Sa majeure partie est située dans la zone de l'ancienne municipalité d'Artjärvi (aujourd'hui Orimattila).
Le lac Särkijärvi est situé à Lapinkylä dans la partie sud-est de Lapinjärvi et il s'étend également jusqu'à Ruotsinpyhtää.
Trois rivières traversent Lapinjärvi : Koskenkylänjoki, Rutuminjoki et Taasianjoki.
La forêt ancienne d'Ilveskallio est un sites Natura 2000 (FI0100079).
La borne Porlom II  de l'arc géodésique de Struve est située sur le rocher Tornikallio (fi) du village de Porlammi (fi).
Les communes limitrophes sont Ruotsinpyhtää au sud-est, Pernå au sud, Liljendal au sud-ouest, Myrskylä à l'ouest, Artjärvi au nord-ouest (Päijät-Häme), Iitti au nord et Elimäki au nord-est (Vallée de la Kymi).

## Démographie
Depuis 1980, l'évolution démographique de Lapinjärvi est la suivante, :
| Année      | 1980  | 1985  | 1990  | 1995  | 2000  | 2005  |
| ---------- | ----- | ----- | ----- | ----- | ----- | ----- |
| population | 3 614 | 3 368 | 3 306 | 3 139 | 3 011 | 2 937 |

| Année      | 2010  | 2015  | 2021  |
| ---------- | ----- | ----- | ----- |
| population | 2 872 | 2 774 | 2 603 |

### Conseil municipal
Les sièges des 21 conseillers municipaux sont répartis comme suit :
| Parti | Parti                              | Sièges 2021–2025 |
| ----- | ---------------------------------- | ---------------- |
|       | Parti social-démocrate de Finlande | 3                |
|       | Vrais Finlandais                   | 2                |
|       | Parti de la Coalition nationale    | 3                |
|       | Parti du centre                    | 4                |
|       | Ligue verte                        | 1                |
|       | Alliance de gauche                 | 0                |
|       | Suomen Kristillisdemokraatit       | 0                |
|       | Suomen ruotsalainen kansanpuolue   | 8                |

### Subdivisions
Lapinjärven kirkonkylä est l'unique agglomération de Lapinjärvi.
Les villages de Lapinjärvi sont:
| Village                | N° | Carte |
| Harsböle               | 12 |       |
| Heikinkylä             | 8  |       |
| Ingermaninkylä         | 5  |       |
| Kimonkylä              | 1  |       |
| Lapinjärven kirkonkylä | 7  |       |
| Lapinkylä              | 11 |       |
| Lindkoski              | 6  |       |
| Pekinkylä              | 10 |       |
| Porlammi               | 2  |       |
| Pukaro                 | 3  |       |
| Rutumi                 | 9  |       |
| Vasarankylä            | 4  |       |

## Histoire

### De la préhistoire auXVIIIesiècle
La région de Lapinjärvi a commencé à se peupler dès l'âge de pierre : sept habitats de l'âge de pierre ont été trouvés dans chacune des zones de Vasarankylä et de Lindkoski, et il y a un total de six autres sites.
Le 15 septembre 1575, Jean III ordonne la fondation de la paroisse indépendante de Lapinjärvi.
En même temps, on y intègre des villages de Pernaja et Pyhtää.

### À partir duXVIIIesiècle
Comme l'ensemble du pays Lapinjärvi a été affecté par les phénomènes : les grandes famines de l'année 1697 (fi), la grande colère, la petite colère (fi), l'épidémie de rubéole du milieu du XIXe siècle et la famine de 1866-1868.
Artjärvi est séparé de Lapinjärvi en 1865. La population de Lapinjärvi n'a cessé de croître des années 1870 jusqu'en 1925, atteignant 5048 habitants en 1898.
Le pic de croissance de la populatiin est atteint en 1949, alors que la commune compte 5 420 habitants.

### Seconde guerre mondiale
Pendant les guerres d'hiver et de continuation, deux bombardiers soviétiques ont été abattus au-dessus du lac Lapinjärvi.
Le 11 mars 1940, Olli Puhakka, qui effectuait un vol avec Diego Manzocchini, un volontaire italien, a abattu un Iliouchine DB-3 revenant de Lahti et qui s'est écrasé à Kimonkylä.
Le 10 août 1941, un Petliakov Pe-8 soviétique, qui revenait d'un vol de bombardement à Berlin, a dû se poser à Rutumi.

### Après guerre
La population du lac Lapinjärvi a régulièrement diminué depuis les années 1950 pour atteindre moins de 3 000 habitants.
Dans les années 1960 et 1970, de nombreux habitants de Lapinjärvi sont partis pour la région d'Helsinki et en Suède.
En 2007, la commune de Lapinjärvi a refusé de fusionner avec Loviisa, Liljendal, Ruotsinpyhtää et Pernaja.
Le conseil municipal de Lapinjärvi a rendu une décision négative à l'Association des municipalités finlandaises par un vote de 12 contre 9.

## Économie
La commune est largement agricole. Les villages sont au nombre de 23, le plus important ne dépassant pas les 800 habitants soit un gros quart de la population totale. Les zones cultivées sont marginalement moins nombreuses que les forêts. L'industrie du bois est vitale pour l'économie locale.

### Principales entreprises
En 2021, les principales entreprises de Lapinjärvi par chiffre d'affaires sont :
| Société                      | C.A. |
| ---------------------------- | ---- |
| Polttis Oy / Jakoil          | 9 M€ |
| Porlammin Meijeri Oy         | 7 M€ |
| Pikku Puutarha Robbes        | 4 M€ |
| Porlammin Potka Oy           | 2 M€ |
| Porlammin Osuusmeijeri       | 2 M€ |
| Reskator Oy                  | 2 M€ |
| Lindholm Oy Kaivinkoneyhtymä | 2 M€ |
| Lapinjärven Hoitokoti        | 2 M€ |
| Yli-Simola Oy                | 2 M€ |
| Tuomikoski E-S Oy            | 1 M€ |

### Employeurs
En 2021, les plus importants employeurs privés de Lapinjärvi sont:
| Employeur                  | Employés |
| -------------------------- | -------- |
| Lapinjärven Hoitokoti      | 27       |
| Pikku Puutarha Robbes      | 23       |
| Porlammin Meijeri Oy       | 20       |
| Lapinjärven Leipomo        | 17       |
| Lapinjärven Palvelukoti    | 17       |
| Tuomikoski E-S Oy          | 7        |
| Amerikan Porsas Oy         | 7        |
| Reskator Oy                | 5        |
| Polttis Oy / Jakoil        | 5        |
| Rakennuspalvelu Bomberg Oy | 4        |

## Lieux et monuments
- Église de Lapinjärvi
- Église finnoise de Lapinjärvi
- Musée d'histoire locale de Kyckling
- Musée d'histoire locale de Porlammi (fi)
- Atelier du village Hindersby-Bäckby (fi)
- Manoir de Sjökulla (fi)
- Manoir de Porlammi (fi)
- Manoir de Rutumi (fi)
- Manoir de Pukaro (fi)
- Manoir de Marieberg (fi)
- Manoir de Lumnäs (fi)

## Transports

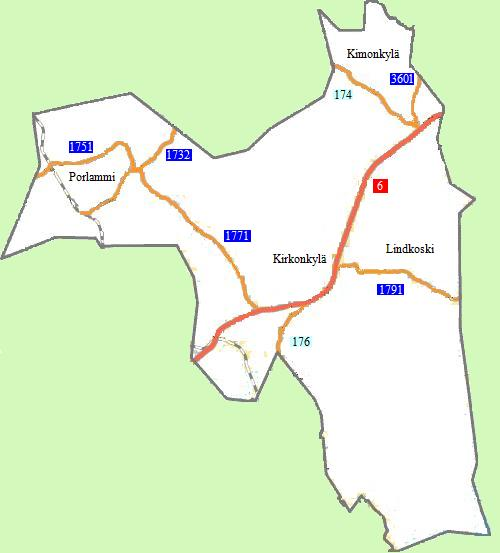
Routes principales de Lapinjärvi.

La route nationale 6, le grand axe de l'Est du pays, traverse la commune et son centre administratif.
Les routes les plus importantes de Lapinjärvi sont la route régionale 176 (Lapinjärvi-Loviisa), la route régionale 174 (Kimonkylä-Artjärvi-Myrskylä), la route de liaison 1771 (Porlammi à Valtatie 6), la route de liaison 1732 (Artjärvi-Porlammi) 1732 et la route de liaison 3610 (Kimonkylä-Iiti).

## Éducation
La municipalité est connue pour abriter le Centre de formation de Lapinjärvi (fi) qui est le principal centre de formation du service civil en Finlande.
16 sessions de 3 semaines s'y tiennent chaque année, au début du service de chaque objecteur de conscience du pays.

## Personnalités
- Hilda Käkikoski, députée

## Galerie

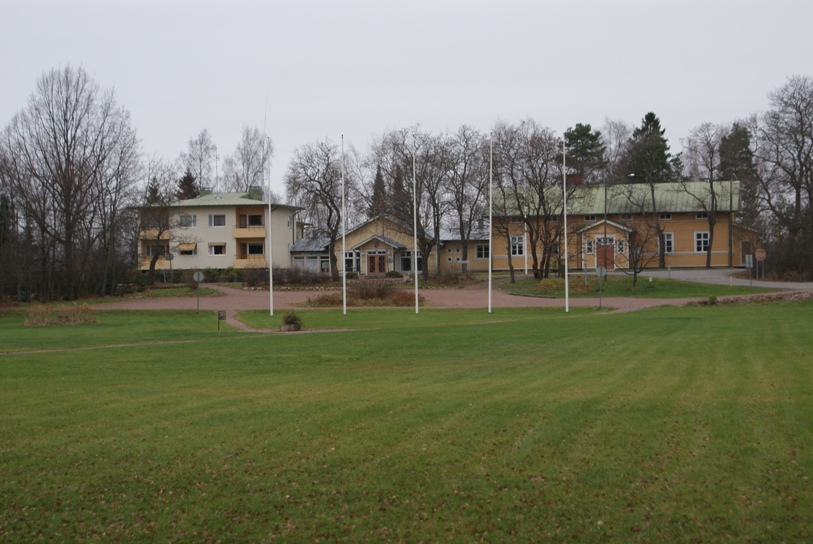
Mairie.
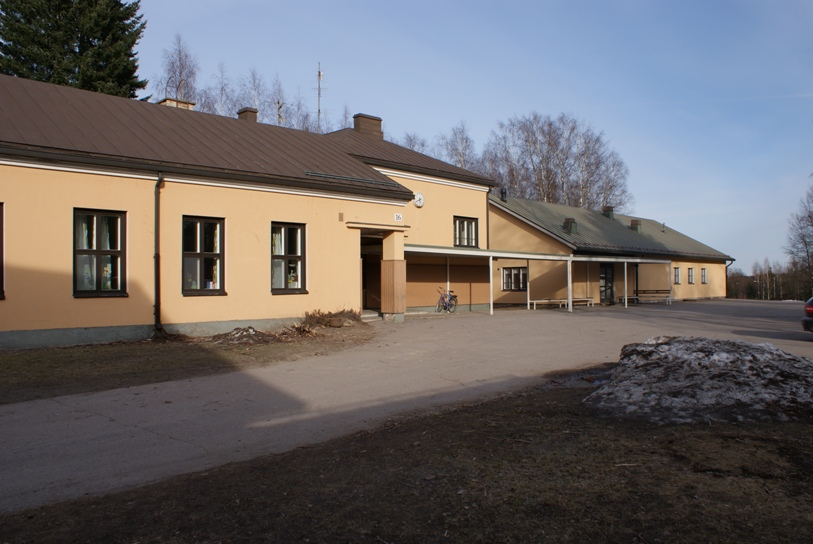
École primaire.
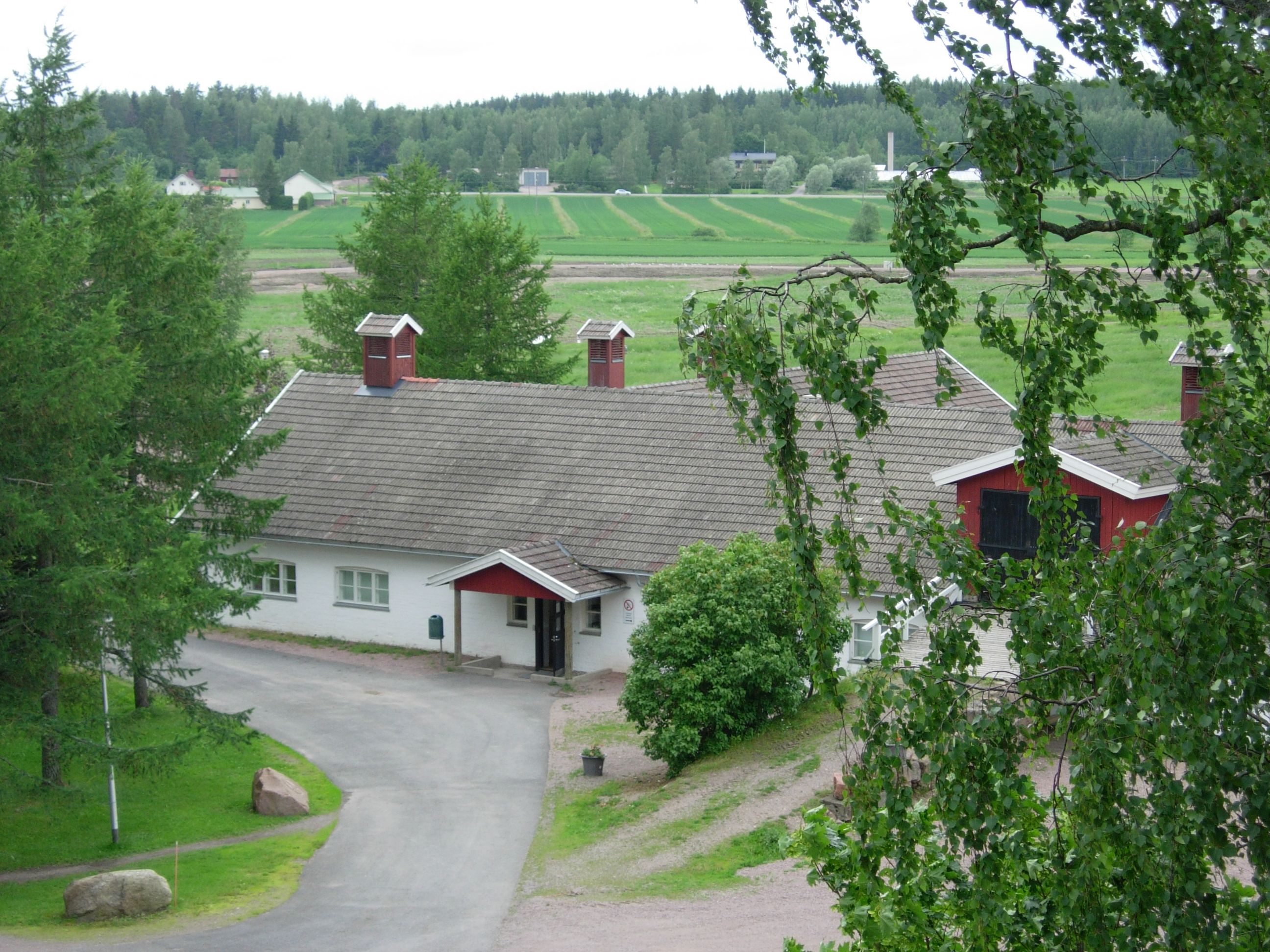
Centre éducatif.
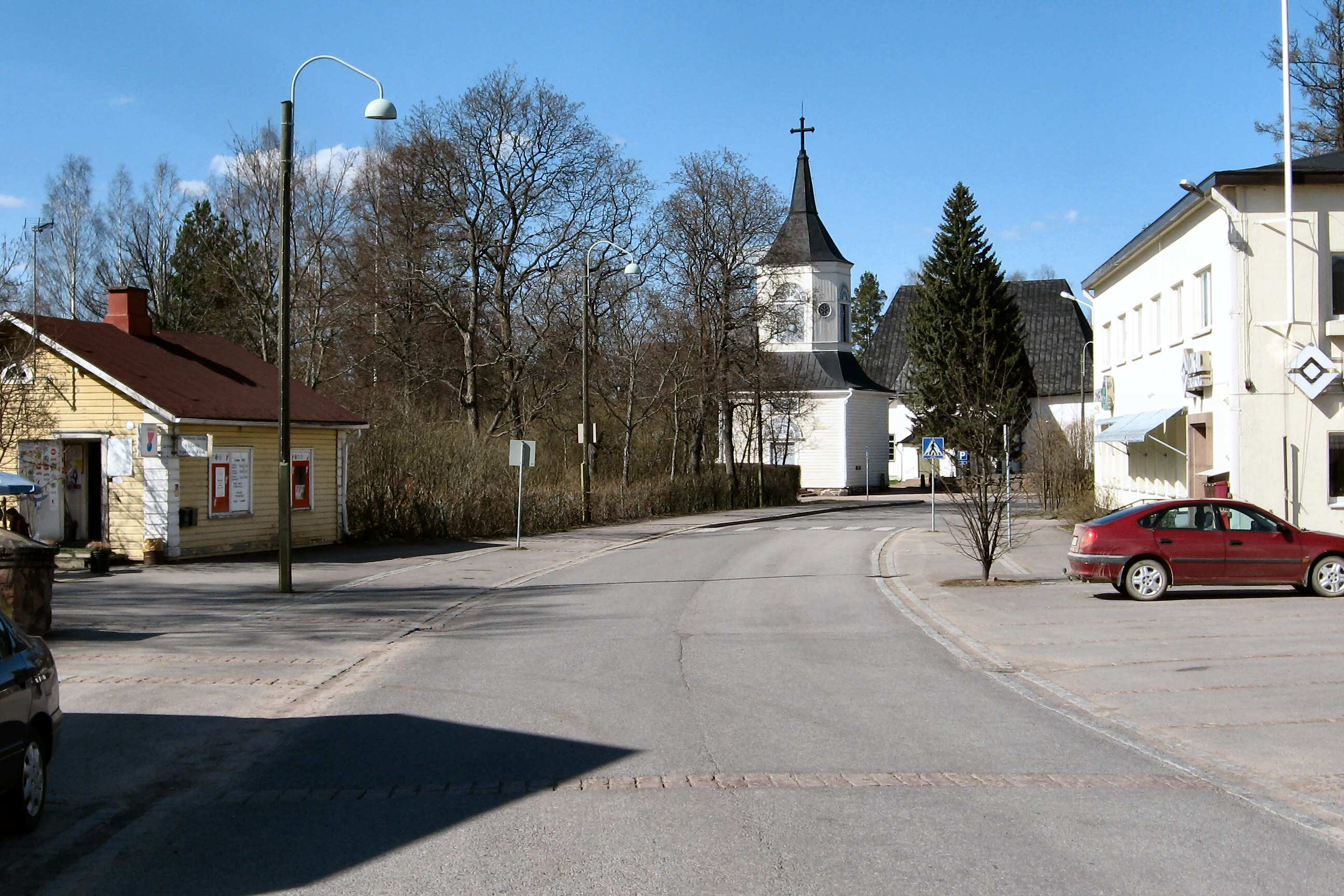
Rue Lapinjärventie.